# 李棠階
李棠階（1798年—1865年），字樹南，號文園，又號強齋，河南河內縣（今溫縣）人，晚清大臣，著名理學家。

## 生平
道光二年（1822年）進士，歷任翰林院庶吉士、編修、侍讀、太常寺少卿、大理寺卿、禮部侍郎、左都御史、軍機大臣、戶部尚書、工部尚書、禮部尚書。道光二十二年，督廣東學政，違例錄取老年武生，部議降三級調用。同治元年，奉旨復出入京上疏治策，入值軍機大臣。同年，任大理寺卿，力主嚴懲兩江總督何桂清。四年，病歿北京，贈太子太保，諡文清。

## 成就
李棠階潛心理學，對「程、朱、陸、王學說無所偏」，兼收並蓄，以「克己」、「省身」為座右銘，任教武陟河朔書院達十三年。有《古本大學集解》一卷、《喪氣十戒》一卷、《憑良心錄》一卷、《李文清公遺書》八卷、《志節編》二卷、《強齋日記》十六卷、《李文清公遺文》一卷、《李文清公詩集》一卷存世。

## 延伸阅读
[在维基数据编辑]
 《清史稿·卷391》，出自趙爾巽《清史稿》